# Die Rumplhanni (Film)
Die Rumplhanni ist ein deutscher Fernsehfilm aus dem Jahr 1981. Er basiert auf dem Roman Die Rumplhanni von Lena Christ.

## Handlung
Die aus ärmlichen Verhältnissen stammende Johanna Rumpl, genannt Rumplhanni, ist Magd beim Hauserbauern und hat ein Verhältnis mit dem Jungbauern Simmerl. Als der 1914 in den Krieg ziehen muss, belügt ihn Hanni, sie erwarte ein Kind von ihm. Simmerl verspricht, sie nach der Heimkehr zu heiraten.
Die Rumplhanni sieht sich schon als zukünftige Bäurin. Vom Ehrgeiz übermannt, versucht Hanni den Hauserbauern, Vater von Simmerl, zu einer schriftlichen Zusage zu überrumpeln, dass sie Bäuerin werde. Dieser erkennt in letzter Minute Hannis Absichten und wirft sie vom Hof. Hanni versucht daraufhin ihr Glück in der Stadt.
Sie findet eine Anstellung als Küchenhilfe in einer Münchener Gastwirtschaft und macht sich an Ferdl heran, den Sohn der wohlhabenden Wirtsfamilie. Aber der will nichts von ihr wissen und so gibt sie schließlich dem Werben des einäugigen Metzgers Hans nach. Als Ferdl 1915 fällt, kann sie zusammen mit dem Metzger-Hans das Gasthaus kaufen. Der Film endet mit der Hochzeitsfeier des Brautpaars.

## Hintergrund
Die Rumplhanni wurde am 8. und am 15. November 1981 im BR Fernsehen erstausgestrahlt. Am 23. September 2010 erschien der Film auf DVD.